# Banque d'État de la RDA
La Banque d'État de la RDA (en allemand, Staatsbank der DDR) est l'ancienne banque centrale de la République démocratique allemande de 1968 à 1990.
En 1968, la Deutsche Notenbank est rebaptisée Staatsbank der DDR.
Elle était entre autres chargée de l'émission du Mark est-allemand.

## Gouverneurs
- Greta Kuckhoff (1950-1958)
- Martin Schmidt (1958-1961)
- Rolf Wetzel (1961-1964)
- Helmut Dietrich (1964-1967)
- Margarete Wittkowski (1967-1974)
- Horst Kaminsky (de) (1974-1990)

## Source
- (de) Cet article est partiellement ou en totalité issu de l’article de Wikipédia en allemand intitulé « Staatsbank der DDR » (voir la liste des auteurs).